# 明治大学アカデミーホール
明治大学アカデミーホール（めいじだいがくアカデミーホール、英: Meiji University Academy Hall）は、東京都千代田区神田駿河台の明治大学駿河台キャンパス内に立地するアカデミーコモンに設置されている多目的ホールである。学校法人明治大学が所有し運営する。

## 概要
2004年開館。明治大学駿河台キャンパス内に立地するアカデミーコモンの3～6階を使用し設置されている。
自然光を採り込み、緞帳には平山郁夫画伯の「マルコ・ポーロ東方見聞録」が採用されている。
永田音響設計が音響設計を手掛け、空席時残響時間はコンサート使用1,5秒、講演会使用1,3秒。設備は、照明・音響・映像設備、電動バトン、プロジェクター、音響反射板、可動ステージ他。スタインウェイピアノC-227等を保有。
明治大学の各式典に使用される他、内外の有識者を招いた国際シンポジウム、学術会議などに利用される。演劇やコンサートなどにも使用され、アマチュア演劇最大規模の『明治大学シェイクスピアプロジェクト』や『御茶ノ水JAZZ祭』などが定期上演されている。また、学外のシンポジウム、映画試写会などにも使用されることがある。

## 設計・施工
建築設計久米設計
音響設計永田音響設計
施工鹿島建設・鴻池組JV

## 施設
客席数1192 席
主な付帯設備照明・音響設備，緞帳，電動バトン，音響反射板，プレゼンテーション機器，調整室
オープン2004 年

## アクセス

### JR
- JR御茶ノ水駅 - 御茶ノ水橋出口より徒歩3分

### 東京メトロ
- 東京メトロ丸ノ内線 - 御茶ノ水駅より徒歩5分
- 東京メトロ千代田線 - 新御茶ノ水駅より徒歩5分
- 東京メトロ半蔵門線 - 神保町駅より徒歩8分

### 都営線
- 都営地下鉄新宿線 - 小川町駅より徒歩8分
- 都営地下鉄三田線・新宿線 - 神保町駅より徒歩8分